# Winx Club – Výprava do ztraceného království
Winx Club – Výprava do ztraceného království  (anglicky Winx Club: The Secret of the Lost Kingdom) je italský film ze světa populárního animovaného seriálu pro mládež Winx Club. Na plátna českých kin film dorazil 1. května 2008. Děj příběhu se odehrává mezi 3. a 4. sérií seriálu.

## Obsah
Před 16 lety se největší mágové obětovali, aby porazili zlo. Nyní je osud království Sparx v rukou 16leté dívky Bloom, víly a strážkyně Dračího ohně. S pomocí svých kamarádek bude muset čelit té největší výzvě: vstoupit do temné dimenze Obsidián a bojovat proti dávnému zlu, aby své rodiče přivedla znovu k životu a odhalila záhadu Sparxu. Winx musí bojovat proti samotným Dávným Černokněžkám a jejích pomocnici Mandragoře. 
Winx právě skončily 3. ročník školy a úspěšně se staly Vílami Ochránkyněmi s povinností chránit své planety. Dívky se rozhodnou hledat Haagena Kovotepce, muže, jež ukoval Oritelův meč a doufají, že s jeho pomocí jej mohou najít a vrátit rodiče Bloom zpět k životu. Podaří se jim ho najít a s pomocí Faragondy přesvědčit, aby šel na Alfeu a pomohl jim. Poté Bloom zaslechne jeho rozhovor s Faragondou, kde říká, že je nemožné je najít, protože Enchantix Bloom je neúplný a její planeta mrtvá. Zatímco její kamarádky jsou přizvány k obřadu, kde dostanou poslední dar Alfei – Boxy s kouskem harmonie s jejich mocí, Bloom je smutná, ztratila naději a navíc Sky se musí vrátit na Eraklyon s ženou, kterou Bloom nezná a začne žárlit. Sky jí povzbudí aby nepřestala pátrat a že jí vše vysvětlí. Všechny Winx se poté rozhodnou strávit poslední společný večer na Alfee spolu a druhý den, se Winx rozchází každá na svou planetu a Bloom odchází na Zem. Zde se jí zdá sen, kde vidí, co se stalo s jejími rodiči a díky povzbuzení Daphné, se rozhodne je hledat. Její sestra jí prozradí lokaci Knihy Osudu a věnuje jí Masku Daphné. Ráno pak zjistí, že všichni její přátelé za ní přijeli oslavit její narozeniny. Winx i specialisté souhlasí, že jí pomůžou s hledáním a tak se vydávají na Sparx, hledat Knihu Osudu.

Mezitím se Dávné Černokněžky probouzí v Obsidiánu a posílají svou služebníci, čarodějku Mandragoru aby zničila Plamen naděje – ve skutečností Dračí plamen. Ta napadne Alfeu, jen aby byla poražena Konvergencí Winx. 

## Hlavní postavy
- Bloom – hlavní víla z Winx Clubu, také princezna Sparksu. Již velmi dlouho touží nalézt své rodiče. Víla Dračího ohně.
- Stella – Víla, která chce vždy vypadat elegantně. Je velkou kamarádkou Bloom a velmi jí podporuje. Víla Slunce a Měsíce.
- Flora – nejcitlivější víla z Winx Clubu. Níc jí nepotěší více než kytice růží. Víla přírody.
- Musa – velmi hudebně nadaná víla. Vlastně i hudbou vyjadřuje, jaká doopravdy je. Víla hudby.
- Tecna – velká technoložka, technika je její život. Víla Technologie.
- Layla – miluje sport, navíc umí nádherně tančit. Miluje dobrodružství. Víla vln.
- Pixies

## Postavy
- Winx
- Hagen Kovotepec – mistr Smrtonosné ocele. Zradil Společenstvo světla a dal se ke Stínům. Ukoval meč pro krále Oritela, otce Bloom.

- Faragonda – ředitelka Alfei
- Griffin – ředitelka Mračné věže
- Saladin – ředitel Rudé fontány
- rodiče Bloom (Mike a Vanessa)
- Daphne – sestra Bloom a nymfa Sparksu a jezera Roccaluce
- Mandragora – čarodějka hmyzu, žijící na Dominu, která se snaží najít poslední plamen naděje a zničit ho

- Specialisté (Sky, Brandon, Riven, Timmy, Helius)
- Lord Bartleby – bývalý písař Oritela a strážce Knihy osudu

## Dabing
- Bloom – Klára Jandová
- Stella – Klára Šumanová
- Flora – Zuzana Kajnarová
- Musa – Ivana Korolová
- Tecna – Lucie Vondráčková
- Layla/Aisha – Klára Sedláčková–Oltová
- Sky – Michal Holán
- Riven – Vojtěch Dyk